# لووچ
۴۳°۰۸′۰۵″ شمالی ۲۴°۴۳′۰۲″ شرقی / ۴۳٫۱۳۴۷۲°شمالی ۲۴٫۷۱۷۲۲°شرقی
شهر لووچ سیزدهمین شهر بزرگ کشور بلغارستان است. این شهر مرکز استان لووچ محسوب می‌شود. بر اساس سرشماری انجام شده در سال ۲۰۱۱ این شهر دارای جمعیتی بالغ بر نفر است.